# Salanoia
Salanoia är ett släkte mangustliknande karnivorer i familjen Madagaskarrovdjur med två kända arter som båda återfinns på Madagaskar:
- Brunsvansad mangust (Salanoia concolor)
- Salanoia durrelli

Före 2010 var brunsvansad mangust den enda arten i släktet. På grund av tydliga morfologiska och genetiska skillnader blev population från området kring sjön Alaotra beskriven som släktets andra art, Salanoia durrelli.
Hos den nya arten är händer och fötter markant bredare än hos brunsvansad mangust och de har större trampdynor. Den spräckliga pälsfärgen som bildas av hår med avsnitt i olika färg är hos Salanoia durrelli tydligare och andelen olivgrön är hos denna art större. Hos den nya arten är undersidan tydlig rödbrun men hos brunsvansad mangust finns bara lite inslag av röd på buken.
Brunsvansad mangust äter främst insekter. I fångenskap åt den även grodor, små ödlor, små gnagare, små köttbitar och ibland frukter. Salanoia durrelli har robustare tänder och därför antas att den kan äta djur med hårt skal som kräftdjur och blötdjur.
Salanoia durrelli betraktas inte av alla zoologer som art. IUCN listar endast brunsvansad mangust och anger att Salanoia durrelli är ett synonym.